# Limnesia protractipora
Limnesia protractipora är en kvalsterart som beskrevs av Lundblad 1941. Limnesia protractipora ingår i släktet Limnesia och familjen Limnesiidae. Inga underarter finns listade i Catalogue of Life.